# ジュリアン・ドレ
ジュリアン・ドレ（Julien Doré、1982年7月7日 - ）は、フランス生まれのシンガーソングライター、ミュージシャン、歌手、作曲家。

## 人物
フランスガール県のアレスに生まれる。
ニームの芸術学校に5年間通ったのち、音楽にも興味を持ったジュリアンはバンドを結成し、往年のディスコサウンドをパンク・ロック風に演奏する。
2007年、テレビの勝ち抜き歌謡ショー『ヌーヴェル・スター』に出演する。同年、ファッション誌『ELLE』によって「今年最もセクシーな男」に選出される。
2010年にアルバムデビュー。2014年にはフランス最大の音楽賞「ヴィクトワール・ドゥ・ラ・ミュージック」で、その年にリリースしたアルバム『LØVE』が同年度最優秀アルバムに選ばれる。
2016年初頭、日本でも公開された映画『愛しき人生のつくりかた』のエンディングテーマ「残されし恋には」を歌う。同年に日本でもリリースされた『＆〜愛の絆〜』は、フランス本国では4枚目のオリジナルアルバムとなる。

## ディスコグラフィー

### アルバム
- Ersatz （2008年）
- Bichon （2011年）
- Løve （2013年）
- Løve Live （2015年）
- ＆〜愛の絆〜（2016年、日本盤のみのボーナス・トラックあり）

### コラボレーン（原作）
- Helsinki （2007年、メラニー・パン（フランス語版））
- Pour un infidèle （2009年、クール・ドゥ・ピラート）
- Via Da Te （2010年、Davide Esposito）
- Soleil Bleu （2010年、シルヴィ・ヴァルタン、作詩・作曲：ジュリアン・ドレ）
- Holiday （2010年、『Holiday』の映画音楽）
- Les Dégâts （2011年、作詩：ジュリアン・ドレ / 作曲：ジュリアン・クレール（フランス語版））
- Normandia （2012年、フランソワーズ・アルディ、作詩・作曲：ジュリアン・ドレ）
- Je t'attendrai （2014年、ジョニー・アリディ、作詩：ジュリアン・ドレ / 作曲：Darko）

## 受賞歴
- レ・ヴィクトワール・ド・ラ・ムージク賞 
  - 2009年 - ミュージック・ビデオ賞（英語版）（新人賞） "Les limites"（監督：Fabrice Laffont、Julien Doré）
  - 2009年 - アルバム賞（Album Révélation of the Year）、受賞作はErsatz
  - 2015年 - 男性グループもしくはアーティスト賞（旧称：アーティスト最優秀賞ならびに男性グループ最優秀賞）[1]

2019年 - 受賞者エメラの歌唱に音声で参加。